# 草柳繁一
草柳 繁一（くさやなぎ しげいち、1922年1月21日 - 2017年4月17日）は歌人。

## 経歴
東京都日本橋浜町生まれ。
十代で作歌を始め、「アララギ」や「短歌人」などに短期間在籍した後
、1940年代、宮柊二を中心とした勉強会「一叢会（いっそうかい）」に参加。戦時中は東部軍第9部隊を経て第4部隊へ移り、戦車の操縦士をしていた。
1958年、同人誌「泥」に参加。その後も、特定の短歌結社に所属せず活動を続けた。
郵政省郵務局に勤務していたが、1964年（昭和39年）に全日本空輸に転職。関連事業室長として、全日空ホテルの創立に携わる。
1997年、横浜にて、角宮悦子らによって草柳を囲む「独楽の会」が発足。長く、横浜歌人会の事務局長、代表委員を務める。晩年は金沢区短歌会の会長を務めた。
2017年4月17日、95歳で死去。歌集は生涯に一冊のみであった。

## 著書
- 歌集『胡麻よ、ひらけ』　伊麻書房、1978年　現代短歌社（第一歌集文庫）、2018年

## 関連文献
- 角宮悦子「草柳繁一さんのこと（一）」（『はな』第138号、2009年4月。）ほか。（「草柳繁一さんのこと」は同誌に連載されている）